# ペレヤースラウ公国

ペレヤースラウ公国
Переяславське князівство

ペレヤースラウ公国（ペレヤスラヴリ公国）（ウクライナ語:Переяславське князівство）は、11世紀から1239年まで存在したリューリク朝のルーシ系の公国の一つ。首都はペレヤスラーヴリ（現在のペレヤスラウ＝フメリニツキー）。

## 概要
ペレヤースラウ公国は、現在の左岸ウクライナの西部、スラ川・プセル川・ヴォルスクラ川というドニプロ川の支流の流域、半森林半草原に位置していた。西ではドニプロ川を境にしてキエフ公国と、北ではチェルニーヒウ公国と接しており、東と南には遊牧民が暮らすキプチャク草原に面していた。ペレヤースラウ公国はルーシの本土の一部でありながら、草原の遊牧民からルーシを守る役割を果たしていた。
ペレヤースラウ公国はヤロスラウ賢公の遺言により創立され、四男ヴセヴォロド1世の支配地となった。12世紀、キエフ大公ヴォロディームィル2世モノマフの死後、当公国はモノマフ家の嫡男の領土となり、ペラヤースラウはキエフに次ぐ重要な都市となった。その頃、ペレヤースラウ公国を支配する公がキエフ大公になれるという認識が定着し、リューリク朝の諸家がその公国を手に入れるために何度も激しい戦いを繰り返した。12世紀半ば、イジャスラフ2世とユーリイ1世手長公はペレヤースラウ公国の支配をめぐって戦い、公国はユーリイ1世のものとなり、彼の子孫によって統治された。
1239年にペレヤースラウ公国はモンゴル帝国の軍勢によって滅ぼされた（モンゴルのルーシ侵攻）。